# Южно-Американская епархия РПЦЗ (МП)
Ю́жно-Америка́нская епа́рхия (исп. Diócesis de Sudamérica) — епархия Русской православной церкви заграницей (МП) в Южной Америке с номинальной кафедрой в Каракасе (фактическое место пребывания правящего архиерея — Буэнос-Айрес). Правящий архиерей — епископ Иоанн (Берзинь).

## История
В 1921 году клирик Русской православной церкви и настоятель Свято-Троицкого прихода в Буэнос-Айресе протоиерей Константин Изразцов перешёл в ведение Высшего церковного управления за границей во главе с митрополитом Антонием (Храповицким), получив в 1923 году в сан протопресвитера. 23 июля 1926 года решением Архиерейского Синода его назначили управляющим русскими приходами в Южной Америке.
В октябре 1934 годы появились первая полноценная епархия РПЦЗ в Южной Америке — Сан-Паульская и Бразильская, но так как в то время Южная Америка не имела русского православного епископа, вновь учреждённая кафедра должна была обслуживать все Южно-Американские страны, кроме Аргентины, где приходами РПЦЗ продолжал управлять протопресвитер Константин Изразцов.
В 1946—1947 годы, когда в Южную Америку приехало значительное количество русских беженцев, появились Аргентинско-Парагвайская епархия, Чилийско-Перуанская епархия, Венесуэльская епархия.
Процесс ассимиляции в Южной Америке шёл быстрее, чем в США или Австралии, дети смешанных браков редко оставались православными. Миссионерской деятельности практически не велось. Русскоязычные эмигранты из-за материальных проблем уезжали в другие края, прежде всего в США. Паства Русской Православной Церкви стала быстро таять по всему континенту. Ситуацию осложняло и то, что во всей Латинской Америке не было ни одной духовной семинарии, а посылаемые в Свято-Троицкую духовную семинарию в Джорданвилле студенты редко возвращались домой, предпочитая оставаться служить в США.
Ввиду отдалённости архиереев и при росте раскольнических и изоляционистских настроений в приходах, дела Южно-Американской епархии расстраивались. В 2000-е годы Южноамериканская епархия РПЦЗ — была одной из главных противников происходящего сближения с Московским Патриархатом. Её духовенство традиционно активно выступало против подписания Акта о каноническом общении. В мае 2007 года, после подписания Акта о каноническом общении Московского Патриархата и Русской Зарубежной Церкви, большинство приходов в Аргентине и все семь приходов Бразилии не приняли этого шага и примкнули к впоследствии лишённому сана епископу Агафангелу (Пашковскому).
15 февраля 2008 года архиепископ Иларион (Капрал) и протоиерей Михаил Бойков встретились с ушедшими в раскол протоиреем Владимиром Шленёвым, протоиереем Валентином Ивашевичем, иереем Александром Ивашевичем и диаконом Игорем Баратовым. Дискуссия продолжалась долго, но «к концу собрания стало ясно, что обе стороны останутся на своих прежних позициях».
Для возрождения расстроенной епархии в 2008 году был назначен епископ Иоанн (Берзинь) с постоянным местопребыванием в Южной Америке с титулом «Каракасский». При том что епархиальное управление осталось в Буэнос-Айресе, а кафедральным собором является Буэнос-Айресский Воскресенский собор.
В октябре-ноябре 2008 года в Латинской Америке прошли Дни русской духовной культуры. Беспрецедентный проект охватил семь государств и 10 городов Латинской Америки: Гавану (Куба), Сан-Хосе (Коста-Рика), Каракас (Венесуэла), Рио-де-Жанейро, Бразилиа, Сан-Паулу (Бразилия), Буэнос-Айрес, Мар-дель-Плата (Аргентина), Сантьяго (Чили) и Асунсьон (Парагвай). В духовных и светских акциях программы приняли участие бывший тогда главой Отдела внешних церковных связей Московского патриархата митрополит Кирилл (Гундяев), митрополит Аргентинский и Южноамериканский Платон (Удовенко), первоиерарх РПЦЗ митрополит Иларион (Капрал), архиереи и клирики Русской православной церкви представители российских госструктур, общественности. По всему маршруту провезли чудотворную Державную икону Божией Матери.
Правящий с августа 2009 года архиерей носит титул Каракасского и Южно-Американского.
14 июня 2010 года были запрещены в священнослужении клирики, уклонившиеся в раскол и вошедшие в юрисдикцию РПЦЗ, возглавляемую «митрополитом» Агафангелом (Пашковским): протоиерей Владимир Шленев, протоиерей Валентин Ивашевич, протоиерей Георгий Петренко («епископ Григорий»), протоиерей Константин Бусыгин, священник Александр Ивашевич, священник Владимир Петренко, священник Михаил Бердук, диакон Игорь Баратов, диакон Кесарий Мортари, диакон Евгений Брага
Ныне епархия поражена проблемой раскола, в котором находится, возможно, бо́льшая часть её приходов. Другая насущная проблема Южно-Американской епархии — нехватка духовенства. Епархия поддерживает близкую связь с Аргентинской епархией, находящейся непосредственно в ведении Московского патриарха. Первоиерарх РПЦЗ Иларион (Капрал) в 2010 году так описал состояние епархии:

Южно-Американская епархия находится в глубоком кризисе. Тому есть свои причины: нехватка духовенства, редкость богослужений, отсутствие у прихожан, особенно в провинции, необходимых церковных знаний. Всё это привело к неутешительным последствиям. Например, в Парагвае десятки россиян вступили в брак с католиками и теперь ходят в католические храмы. К счастью, они не забывают своих корней и, когда выдается возможность, посещают православные службы.

Проблему кадров священнослужителей решить непросто. Семинарию при Свято-Троицком монастыре в Джорданвилле окончили десятки выходцев из Латинской Америки, однако большая их часть поселилась в США. Конечно, в Зарубежной Церкви есть желающие служить в Южно-Американской епархии, но одни из них не владеют испанским или португальским, а другие не знают русского и, соответственно, церковнославянского языков.
В конце 2017 года была сформирована команда из восьми людей с целью создания епархиального отдела коммуникации, который отвечает за реализацию новых стратегий улучшения епархиального общения и евангелизации.

## Приходы
список приходов согласно официальному сайту епархии. На данный момент из 30 приходов, правящему архиерею и Синоду РПЦЗ фактически подчиняются только 11
Аргентина
- Свято-Троицкий собор (Буэнос-Айрес)[12] — находится под контролем РПЦЗ (А)
- Воскресенский собор (Буэнос-Айрес)[13]
- Сергиевский приход (Вилла-Балестер)[14] — находится под контролем РПЦЗ (А)
- Храм всех святых, в земле Российской просиявших (Итусайнго, Буэнос-Айрес)[15] — находится под контролем РПЦЗ (А)
- Храм святого Гермогена Московского (Кильмес, Буэнос-Айрес)[16]
- Покровский приход (Темперлей)[17] — не существует
- Церковь страшного суда (Абасто)[18] — захвачена бездомными (исп. okupas) и превращён в притон
- Часовня святого Николая (Кордоба)[19] — находится под контролем РПЦЗ (А)
- Миссия святого Владимира (Неукен)[20] — не существует
- Церковь великомученика Димитрия (Concepción de la Sierra)[21] — находится под контролем РПЦЗ (А)
- Крестовоздвиженская церковь (Обера)[22] — не существует
- Покровский приход (Трес-Капонес)[23] — находится под контролем РПЦЗ (А)

Бразилия
- Никольский собор (Сан-Пауло)[24] — находится под контролем РПЦЗ (А)
- Покровский приход (Сан-Пауло)[24] — находится под контролем РПЦЗ (А)
- Приход Сергия Радонежского (Индианаполис, Сан-Пауло)[24] — находится под контролем РПЦЗ (А)
- Свято-Троицкий приход (Вила-Альпина, Сан-Пауло)[24] — находится под контролем РПЦЗ (А)
- Покровский приход (Вила-Зелина, Сан-Пауло)[24] — находится под контролем РПЦЗ (А)
- Покровский приход (Нитерой, Рио-де-Жанейро)[25] — находится под контролем РПЦЗ (А)

Чили
- Троице-Казанский храм (Сантьяго)[26]
- Миссия Святого Андрея (Вавильдия)[27] — не существует

Парагвай
- Покровская церковь (Асунсьон)
- Никольская церковь (Энкарнасьон) — находится под контролем РПЦЗ (А)

Уругвай
- Воскресенский приход (Монтевидео)[28] — находится под контролем РПЦЗ (А)

Венесуэла
- Никольский собор (Каракас)
- Покровская церковь (Каракас)
- Успенская церковь (Каракас)
- Никольская церковь (Баркисимето)
- Петропавловская церковь[пол.] (Маракай)
- Знаменская церковь[пол.] (Валенсия)

## Правящие архиереи
- Александр (Милеант) (28 мая 1998 — 12 сентября 2005)
- Лавр (Шкурла) (2005—2007) в/у, первоиерарх РПЦЗ
- Агафангел (Пашковский) (май 2007)
- Иларион (Капрал) (2007 — 21 июня 2008) в/у, архиеп. Сиднейский, затем митр. Восточно-Американский
- Иоанн (Берзинь) (с 21 июня 2008) — с титулом епископ Каракасский.